# Congiopodus
Congiopodus – rodzaj morskich ryb skorpenokształtnych z rodziny jeżynkowatych (Congiopodidae).

## Klasyfikacja
Gatunki zaliczane do tego rodzaju:
- Congiopodus coriaceus
- Congiopodus kieneri
- Congiopodus leucopaecilus
- Congiopodus peruvianus – jeżynka peruwiańska[3]
- Congiopodus spinifer
- Congiopodus torvus

Gatunkiem typowym jest Congiopodus percatus (=Congiopodus torvus).

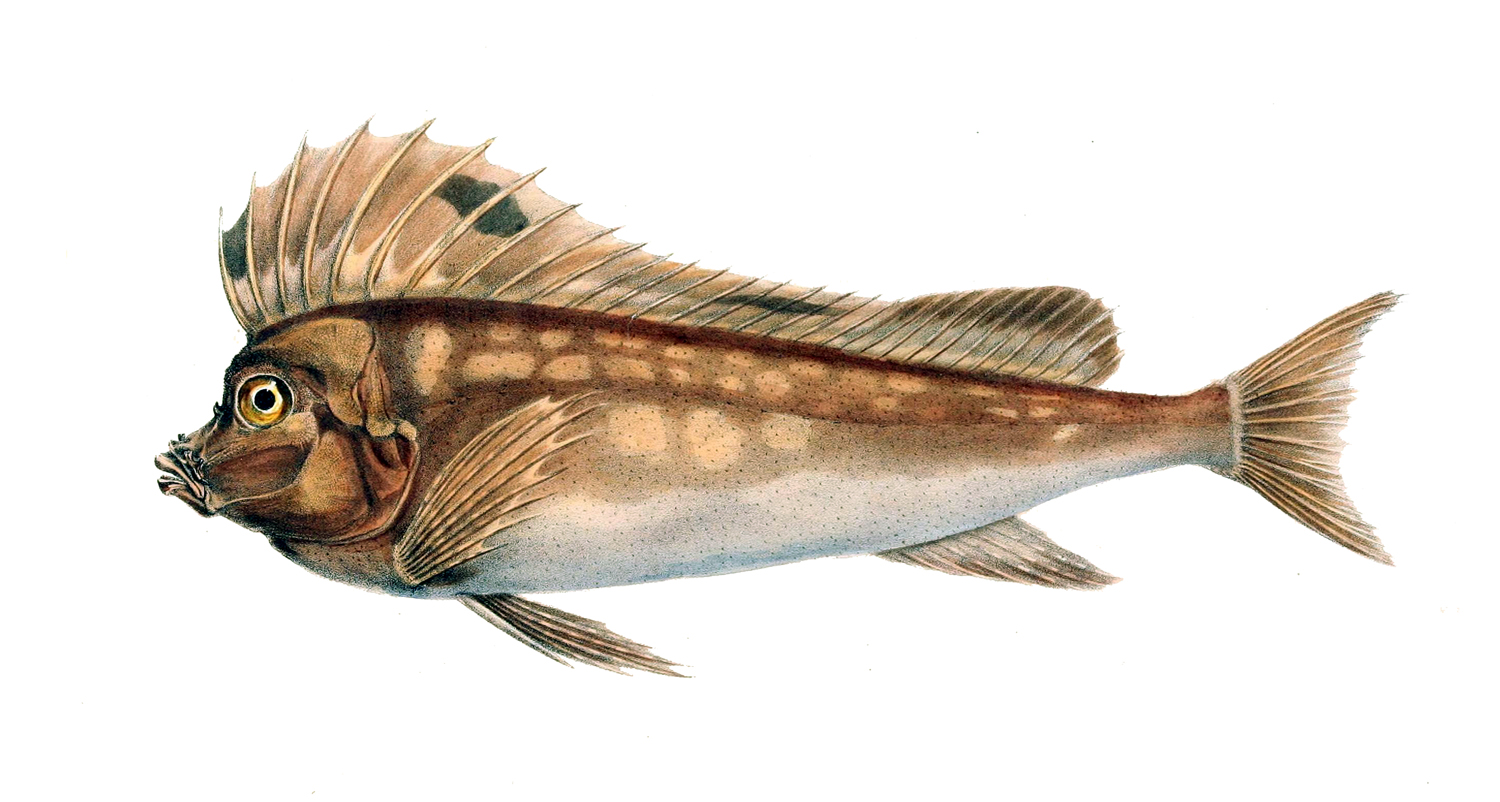
Congiopodus spinifer
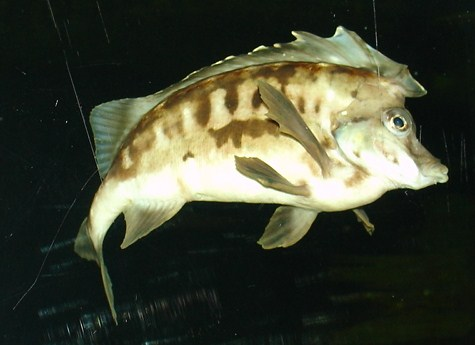
Congiopodus leucopaecilus